# Сілвер-Спрінгс – Валлумбілла
Сілвер-Спрінгс – Валлумбілла – газопровід у австралійському штаті Квінсленд.
Газопровід ввели в дію у 1978 році з метою подачі продукції родовища Сілвер-Спрінгс до газопереробного заводу Валлумбілла. Він має довжину 101 кілометр та виконаний в діаметрі 200 мм.
Розробка Сілвер-Спрінгс припинилась в 2000 році, проте газопровід продовжили використовувати для обслуговування інших дрібних родовищ, як то Churchie (введене в розробку в 2003-му та під’єднане до центральної частини Сілвер-Спрінгс – Валлумбілла за допомогою перемички довжиною 6 кілометрів) та Ваггамба (введене в 2005-му та під’єднане до установки підготовки Сілвер-Спрінгс трубопроводом завдовжки 25 кілометрів).
Наразі газопровід Сілвер-Спрінгс – Валлумбілла обслуговує роботу підземного сховища газу Сілвер-Спрінгс, яке запустили в 2011 році. Пропускна здатність трубопроводу рахується як 0,24 млн м3 на добу. Він сполучає сховище із газовим хабом у Валлумбілла, який надає можливість отримувати та/чи передавати ресурс з/до таких трубопроводів як Валлумбілла – Мумба,  Валлумбілла – Брисбен, Валлумбілла – Гладстон – Рокгемптон, Ферв'ю – Валлумбілла, Спрінг-Галлі – Валлумбілла, Віндібрі – Валлумбілла, Валлумбілла – Дарлінг-Даунз, Валлумбілла – Ріді-Крік.